# Hervé de Portzmoguer

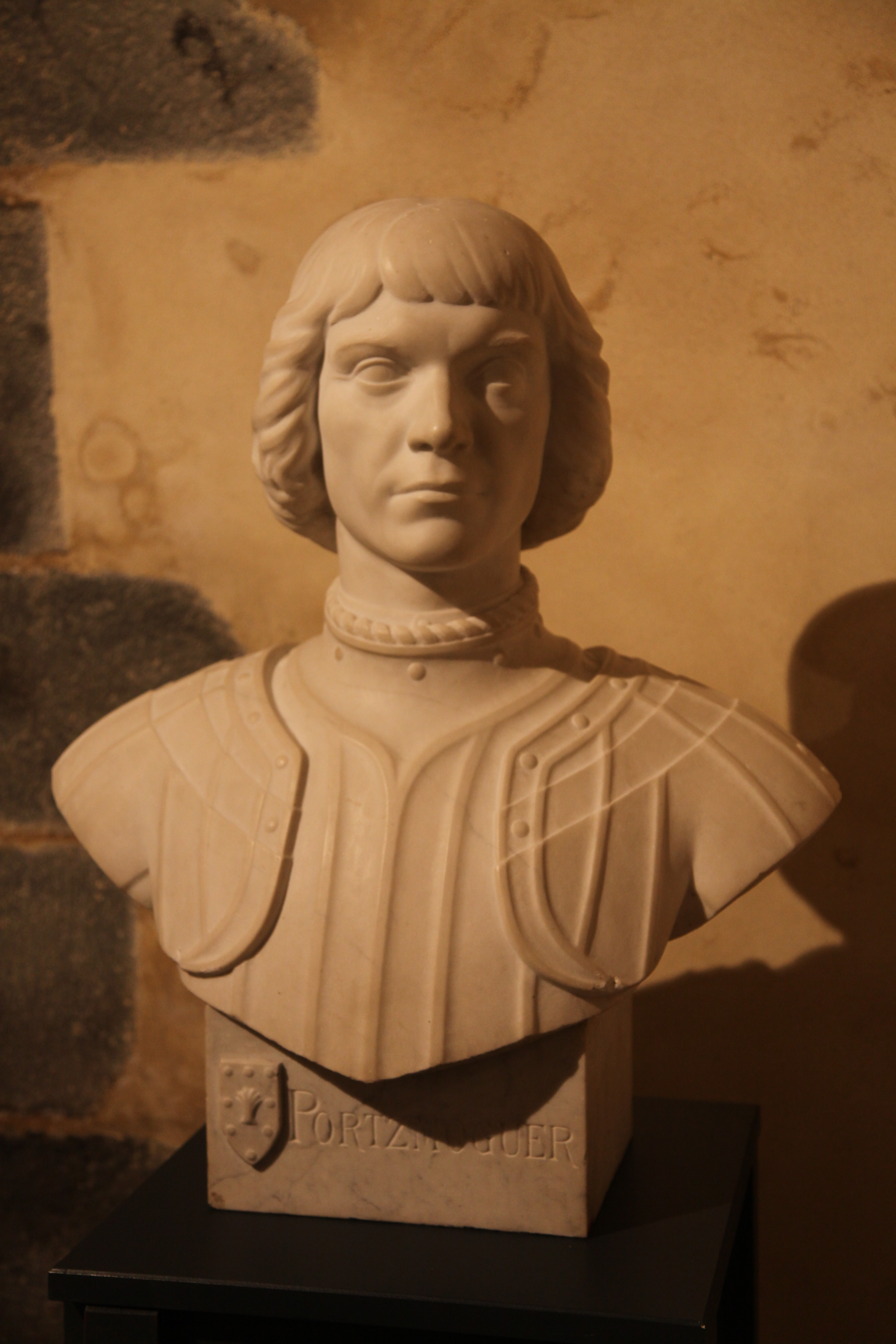
Büste des Hervé de Portzmoguer (Primauguet) in Brest

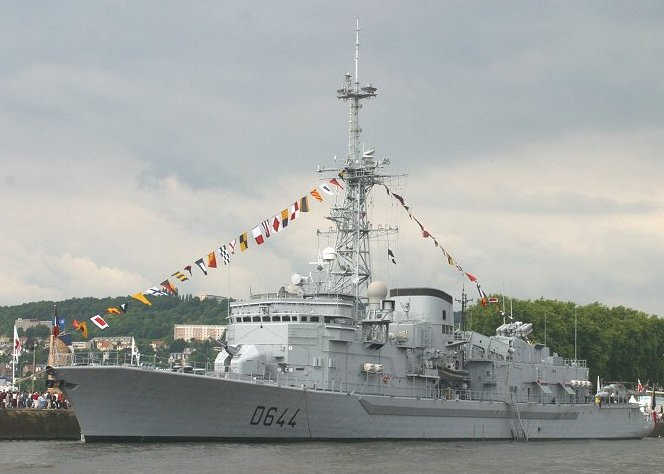
Die Fregatte "Primauguet" wurde zum Kampf gegen U-Boote entwickelt

Hervé de Portzmoguer (* zwischen 1473 und 1478 in Plouarzel, Bretagne; † 10. August 1512) war ein bretonischer Adeliger und Seeoffizier.
Für seinen Namen gibt es im Altfranzösischen, Neufranzösischen, Lateinischen, Altenglischen, Neuenglischen, dem bretonischen Gallo-Westfranzösisch und in den verschiedenen bretonischen Dialekten mehrere, z. T. stark voneinander abweichende Schreibweisen
- Hervé, Herveus, Herueu
- Portzmoguer, Portz-Moguer, Primoguet, Portmoguer, Piloguer, Plumogher, Primaugay, Primaudet, Primauquet, Portemoquer, Primagueto, Primogeuet, Porsmoguer, Porzhmoger...

Zumeist ist heute die neufranzösische Variante Primauguet verbreitet.
Als Nachkomme des Herzogs von Léon gehörte Primauguet zum bretonischen Adel und war Vasall des französischen Königshauses. Für König Ludwig XII. stellte Primauguet eine Korsarenflotte bretonischer Küstenstädte auf, die sich mit der in Brest ankernden französischen Flotte unter Admiral René de Clermont vereinigte und gegen England kämpfen sollte. 
In der Seeschlacht von Saint Mathieu 1512 befehligte Primauguet die Marie la Cordelière, das größte und modernste Kriegsschiff seiner Zeit, und fiel im Kampf gegen die Regent, das größte englische Schiff. Beide Schiffe wurden zerstört und sanken, 400 englische und fast 1.200 französische Seeleute kamen ums Leben. 
Bretonische und französische Überlieferungen und Legenden überhöhen seitdem den Mythos der Schlacht bzw. der Heldentaten Primauguets. In Erinnerung an den tapferen Seeoffizier hat die Französische Marine wiederholt Kriegsschiffe auf den Namen Primauguet getauft
- ein Aviso (1830–1854)
- eine Korvette (1850–1886)
- einen Kreuzer (1877–1907)
- ein Transportschiff (1918–1938)
- einen Kreuzer (1923–1942)
- eine Fregatte (1984)